# Olympische Sommerspiele 2012/Leichtathletik – 800 m (Frauen)

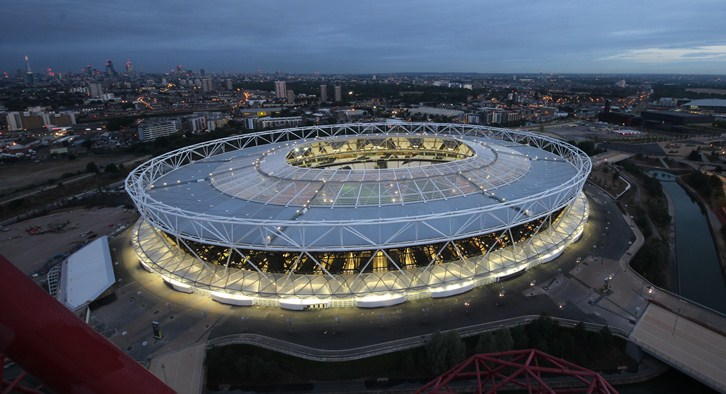
Das Olympiastadion von London im Jahr 2015

Der 800-Meter-Lauf der Frauen bei den Olympischen Spielen 2012 in London wurde am 8., 9. und 11. August 2012 im Olympiastadion London ausgetragen. 45 Athletinnen nahmen teil.
Die Südafrikanerin Caster Semenya gewann die Goldmedaille vor der Russin Jekaterina Poistogowa und der Kenianerin Pamela Jelimo.
Athletinnen aus Deutschland, der Schweiz, Österreich und Liechtenstein nahmen nicht teil.

## Aktuelle Titelträgerinnen
| Olympiasiegerin                      | Pamela Jelimo ( Kenia)         | 1:54,87 min | Peking 2008       |
| Weltmeisterin                        | Marija Sawinowa ( Russland)    | 1:55,87 min | Daegu 2011        |
| Europameisterin                      | Lynsey Sharp ( Großbritannien) | 2:00,52 min | Helsinki 2012     |
| Zentralamerika und Karibik-Meisterin | Gabriela Medina ( Mexiko)      | 2:01,50 min | Mayagüez 2011     |
| Südamerika-Meisterin                 | Rosibel García ( Kolumbien)    | 2:04,76 min | Buenos Aires 2011 |
| Asienmeisterin                       | Trương Thanh Hằng ( Vietnam)   | 2:01,41 min | Kōbe 2011         |
| Afrikameisterin                      | Francine Niyonsaba ( Burundi)  | 1:59,11 min | Porto-Novo 2012   |
| Ozeanienmeisterin                    | Kate Johnston Australien       | 2:12,38 min | Cairns 2012       |

## Rekorde

### Bestehende Rekorde
| Weltrekord         | Jarmila Kratochvílová ( Tschechoslowakei) | 1:53,28 min | München, Deutschland                           | 26. Juli 1983 |
| Olympischer Rekord | Nadija Olisarenko ( Sowjetunion)          | 1:53,43 min | Finale OS Moskau, Sowjetunion (heute Russland) | 27. Juli 1980 |

Der bestehende olympische Rekord wurde bei diesen Spielen nicht erreicht. Die schnellste Zeit erzielte die südafrikanische Olympiasiegerin Caster Semenya mit 1:57,23 min im Finale am 11. August. Den Olympiarekord verfehlte sie damit um 3,80 Sekunden. Zum Weltrekord fehlten ihr 3,95 Sekunden.

### Rekordverbesserungen
Es wurden drei neue Landesrekorde aufgestellt:
- 2:27,97 min – Aicha Fall (Mauretanien), fünfter Vorlauf am 8. August
- 2:44,95 min – Sarah Attar (Saudi-Arabien), sechster Vorlauf am 8. August
- 1:58,67 min – Francine Niyonsaba (Burundi), drittes Halbfinale am 9. August

Anmerkung:
Alle Zeiten in diesem Beitrag sind nach Ortszeit London (UTC±0) angegeben.

## Geschlechtsstatusfrage
Immer wieder taucht im Zusammenhang mit der Athletin Caster Semenya die Frage nach dem Geschlechtsstatus auf. Hier handelt es sich um eine heikle Problematik, die Frage ist, wo sind die Grenzen zu setzen, wie sollen entsprechende Kontrollen gestaltet werden, inwieweit sind Athletinnen in ihrer Persönlichkeit beeinträchtigt oder verletzt. Auch in der Vergangenheit war die Frage nach dem Geschlechtsstatus immer wieder aktuell. In den 1930er Jahren ging es um den Deutschen Heinrich Ratjen, der als Hochspringerin unter dem Namen Dora Ratjen bei zahlreichen nationalen und internationalen Veranstaltungen teilweise sehr erfolgreich teilnahm. Alle seine Resultate wurden nach 1938 gestrichen. Allerdings war er im Gegensatz zu Caster Semenya eindeutig ein Mann.
In den 1960er Jahren wurde das Thema noch einmal aktuell im Zusammenhang mit den Geschwistern Irina und Tamara Press aus der Sowjetunion, bei denen die Vermutung auftauchte, dass sie Hermaphroditen seien. Beide verschwanden nach Einführung der damals sogenannten Sextests, die in der Leichtathletik erstmals bei den Europameisterschaften 1966 realisiert wurden.
Heute sind die Tests zur Feststellung des Geschlechtsstatus in ihrer früheren Form abgeschafft. Allerdings stellt sich auch heute wieder die Frage, wo die Grenzen für die Teilnahme von Athletinnen im Frauensport liegen, und es gibt durchaus auch kritische Stimmen zu einer Teilnahmeberechtigung für Caster Semenya.

## Doping
In diesem Wettbewerb gab es zwei gedopte Läuferinnen, die beide das Finale erreichten.
- 2013 wurde Jelena Arschakowa, die in 1:59,21 min auf den sechsten Platz gekommen war, wegen anomaler Werte in ihrem biologischen Pass gesperrt. Ihr Ergebnis wurde nachträglich annulliert.[7]
- Am 9. November 2015 wurde auch der Russin Marija Sawinowa Ihre ursprünglich gewonnene Goldmedaille vom IOC wegen Dopingmissbrauchs aberkannt.[8]

Ein Schatten liegt darüber hinaus auch auf der Silbermedaille der dritten Russin. Jekaterina Poistogowa wurde 2017 vom Internationalen Sportgerichtshof rückwirkend ab 2015 wegen Dopingmissbrauchs für zwei Jahre gesperrt, durfte jedoch ihre hier errungene Silbermedaille behalten.
Bedingt durch die Dopingbetrügereien wurden sechs Athletinnen zum Teil erheblich benachteiligt:
- Caster Semenya, Südafrika – Sie musste drei Jahre auf ihre Anerkennung als Olympiasiegerin warten.
- Pamela Jelimo, Kenia – Auch für sie dauerte es drei Jahre, bis sie ihre Bronzemedaille erhielt. Außerdem konnte sie nicht an der Siegerehrung teilnehmen.
- Margarita Mukaschewa, Kasachstan – Ihr wurde die Teilnahme am Finale vorenthalten, für das sie als Zweite des dritten Halbfinals qualifiziert gewesen wäre.
- Halima Hachlaf, Marokko – Sie wäre über die Zeitregel im Finale startberechtigt gewesen.
- Maryna Arsamassawa, Belarus – Sie hatte sich als Dritte des fünften Vorlaufs eigentlich für die Halbfinalteilnahme qualifiziert.
- Annabelle Lascar, Mauritius – Sie wäre über die Zeitregel im Halbfinale startberechtigt gewesen.

## Vorläufe
Es wurden sechs Vorläufe durchgeführt. Für das Halbfinale qualifizierten sich pro Lauf die ersten drei Athletinnen (hellblau unterlegt). Darüber hinaus kamen die sechs Zeitschnellsten, die sogenannten Lucky Loser (hellgrün unterlegt), weiter.

### Vorlauf 1

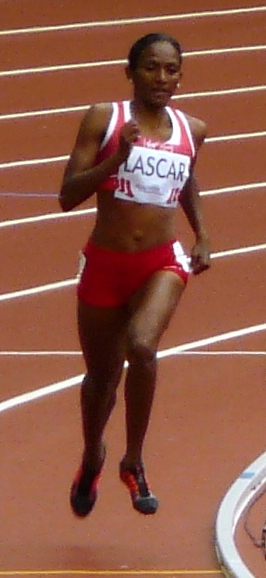
Annabelle Lascar – ausgeschieden als Fünfte des ersten Vorlaufs

8. August 2012, 11:35 Uhr
| Platz | Name                   | Nation    | Zeit (min) | Anmerkung                                  |
| ----- | ---------------------- | --------- | ---------- | ------------------------------------------ |
| 1     | Alysia Johnson-Montaño | USA       | 2:00,47    |                                            |
| 2     | Caster Semenya         | Südafrika | 2:00,71    |                                            |
| 3     | Halima Hachlaf         | Marokko   | 2:00,99    |                                            |
| 4     | Rose Mary Almanza      | Kuba      | 2:01,19    |                                            |
| 5     | Annabelle Lascar       | Mauritius | 2:05,45    | eigentlich für das Halbfinale qualifiziert |
| 6     | Elena Popescu          | Moldau    | 2:06,94    |                                            |
| DNS   | Noura el-Sayed         | Ägypten   |            |                                            |

### Vorlauf 2

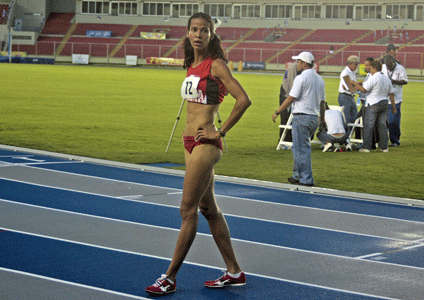
Andrea Ferris – ausgeschieden
als Vierte des zweiten Vorlaufs

8. August 2012, 11:44 Uhr
| Platz | Name            | Nation         | Zeit (min) | Anmerkung                     |
| ----- | --------------- | -------------- | ---------- | ----------------------------- |
| 1     | Alice Schmidt   | USA            | 2:01,65    |                               |
| 2     | Tintu Lukka     | Indien         | 2:01,75    |                               |
| 3     | Malika Akkaoui  | Marokko        | 2:01,78    |                               |
| 4     | Andrea Ferris   | Panama         | 2:05,59    |                               |
| 5     | Haley Nemra     | Marshallinseln | 2:14,90    |                               |
| 6     | Merve Aydın     | Türkei         | 3:24,35    |                               |
| DOP   | Marija Sawinowa | Russland       | 2:01,56    | für das Halbfinale zugelassen |

### Vorlauf 3
8. August 2012, 11:53 Uhr
| Platz | Name               | Nation    | Zeit (min) |
| ----- | ------------------ | --------- | ---------- |
| 1     | Francine Niyonsaba | Burundi   | 2:07,57    |
| 2     | Jessica Smith      | Kanada    | 2:07,75    |
| 3     | Genzeb Shumi       | Bahrain   | 2:07,77    |
| 4     | Amina Bakhit       | Sudan     | 2:09,78    |
| 5     | Amy Atkinson       | Guam      | 2:18,53    |
| DNS   | Lilija Lobanowa    | Ukraine   |            |
| DNS   | Fantu Magiso       | Äthiopien |            |

### Vorlauf 4

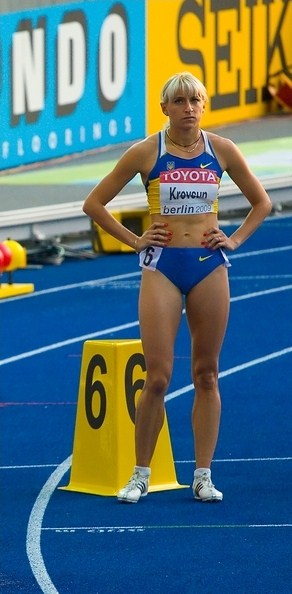
Julija Krewsun – im vierten Vorlauf nicht im Ziel

8. August 2012, 12:02 Uhr
| Platz | Name             | Nation         | Zeit (min) |
| ----- | ---------------- | -------------- | ---------- |
| 1     | Pamela Jelimo    | Kenia          | 2:00,54    |
| 2     | Lynsey Sharp     | Großbritannien | 2:01,41    |
| 3     | Eleni Filandra   | Griechenland   | 2:02,29    |
| 4     | Geena Gall       | USA            | 2:03,85    |
| 5     | Felismina Cavela | Angola         | 2:10,95    |
| 6     | Rabia Ashiq      | Pakistan       | 2:17,39    |
| DNF   | Julija Krewsun   | Ukraine        |            |

### Vorlauf 5

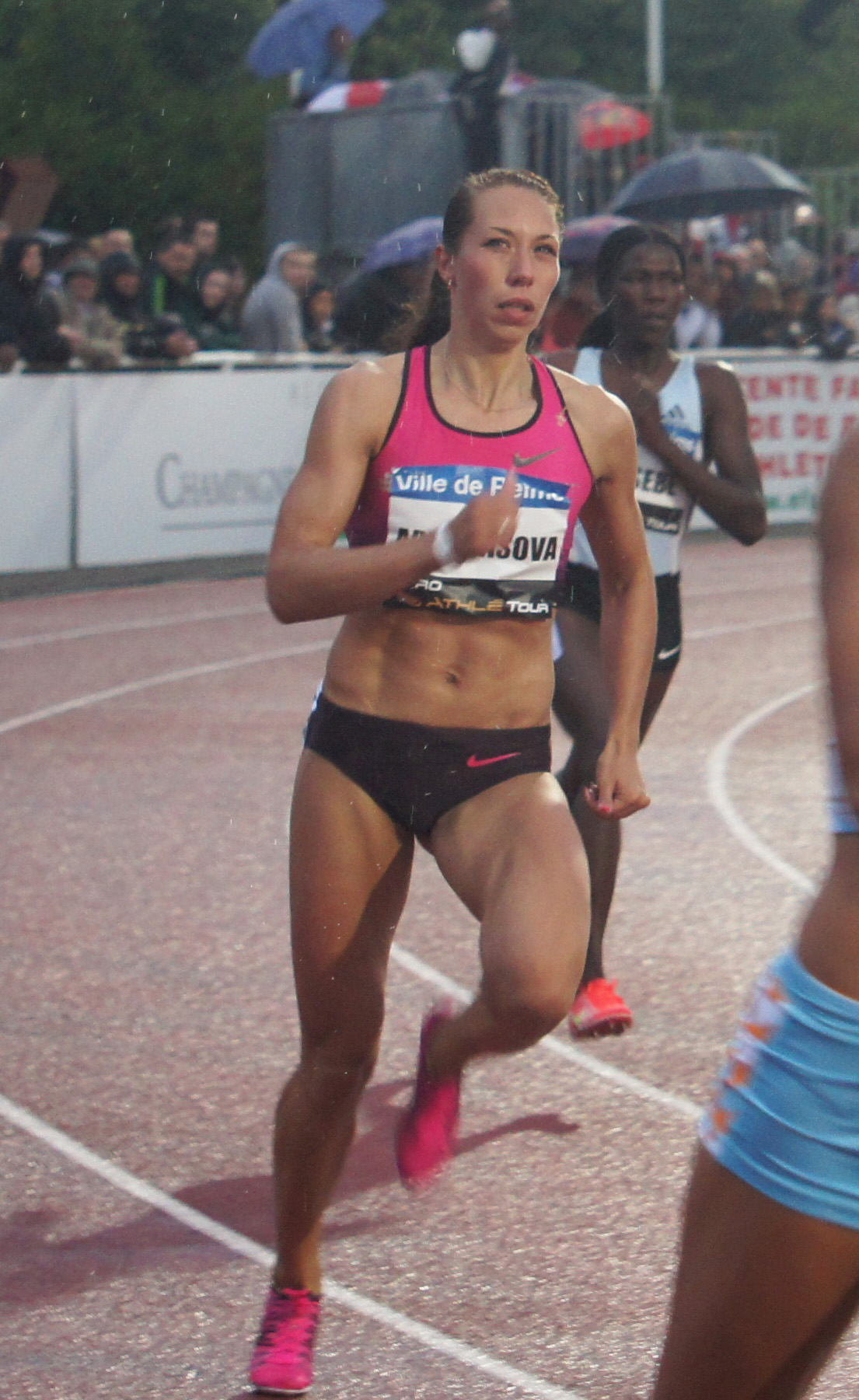
Maryna Arsamassawa schied im fünften Vorlauf nur aus, weil eine gedopte Athletin vor ihr lag
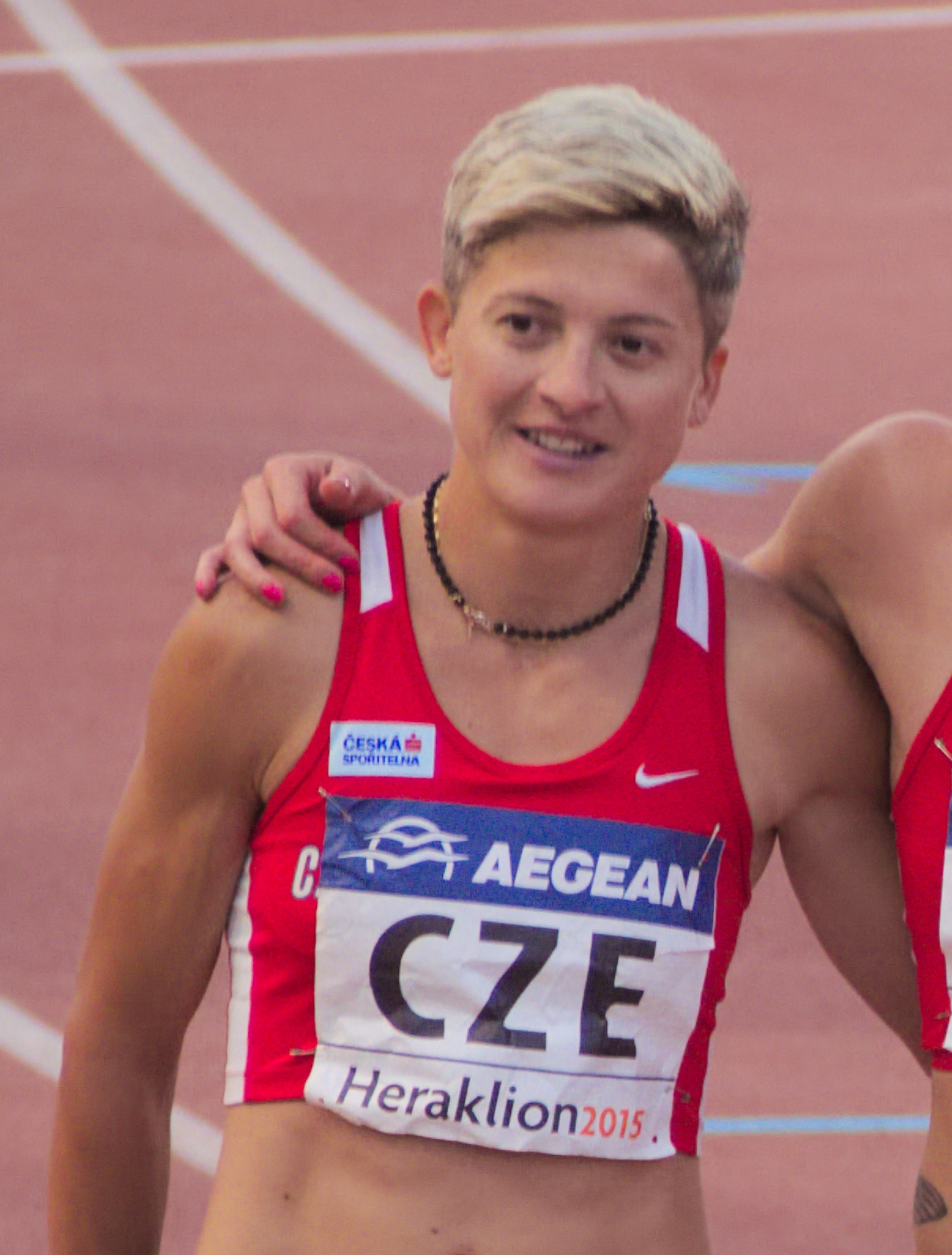
Lenka Masná – ausgeschieden als Vierte des fünften Vorlaufs
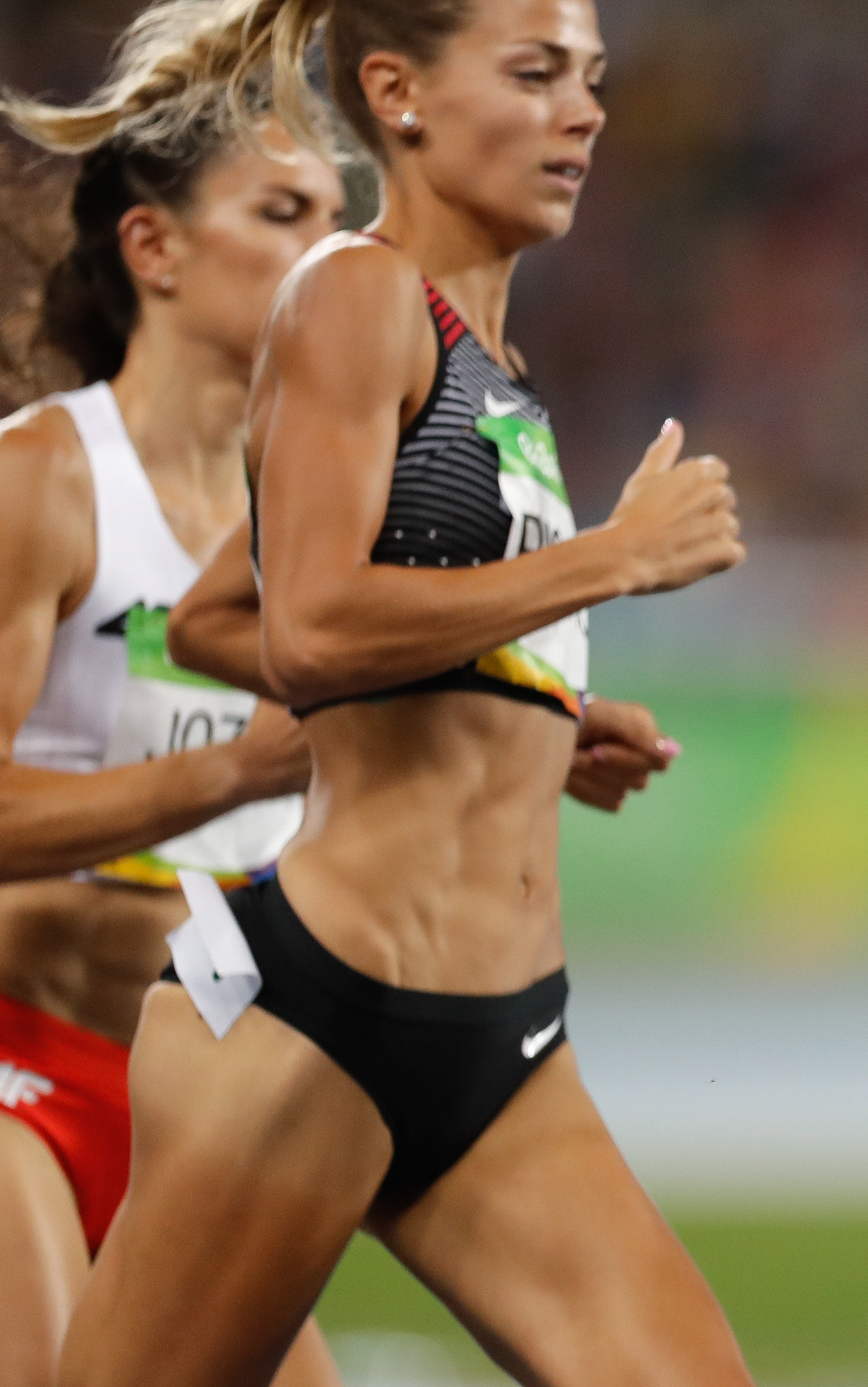
Melissa Bishop – ausgeschieden als Sechste des fünften Vorlaufs

8. August 2012, 12:11 Uhr
| Platz | Name               | Nation      | Zeit (min) | Anmerkung                                  |
| ----- | ------------------ | ----------- | ---------- | ------------------------------------------ |
| 1     | Natalija Lupu      | Ukraine     | 2:08,35    |                                            |
| 2     | Cherono Koech      | Kenia       | 2:08,43    |                                            |
| 3     | Maryna Arsamassawa | Belarus     | 2:08,45    | eigentlich für das Halbfinale qualifiziert |
| 4     | Lenka Masná        | Tschechien  | 2:08,68    |                                            |
| 5     | Melissa Bishop     | Kanada      | 2:09,33    |                                            |
| 6     | Aicha Fall         | Mauretanien | 2:27,97    | NR                                         |
| 7     | Woroud Sawalha     | Palästina   | 2:29,26    |                                            |
| DOP   | Jelena Arschakowa  | Russland    | 2:08,13    | für das Halbfinale zugelassen              |

### Vorlauf 6

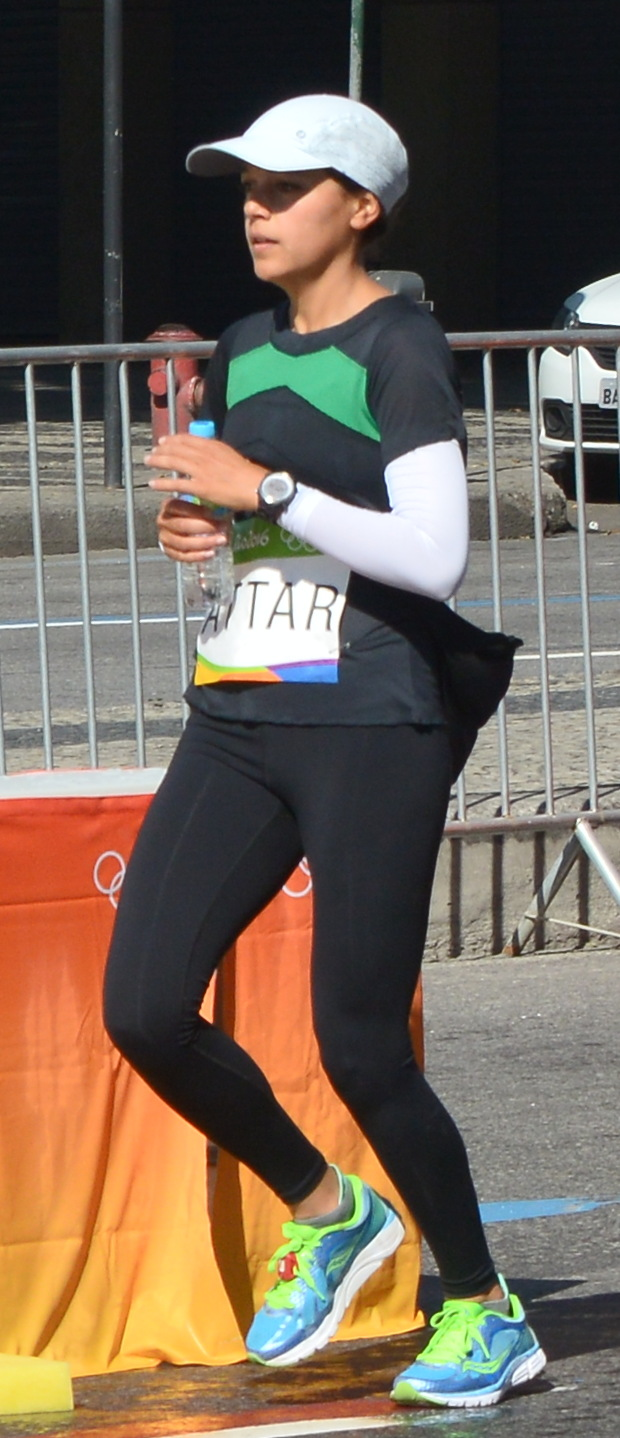
Sarah Attar – ausgeschieden mit Landesrekord als Achte des sechsten Vorlaufs

8. August 2012, 12:30 Uhr
| Platz | Name                      | Nation                       | Zeit (min) | Anmerkung |
| ----- | ------------------------- | ---------------------------- | ---------- | --------- |
| 1     | Janeth Jepkosgei Busienei | Kenia                        | 2:01,04    |           |
| 2     | Jekaterina Poistogowa     | Russland                     | 2:01,08    |           |
| 3     | Rosibel García            | Kolumbien                    | 2:01,30    |           |
| 4     | Mirela Lavric             | Rumänien                     | 2:01,65    |           |
| 5     | Margarita Mukaschewa      | Kasachstan                   | 2:02,12    |           |
| 6     | Neisha Bernard-Thomas     | Grenada                      | 2:03,23    |           |
| 7     | Elisabeth Mandaba         | Zentralafrikanische Republik | 2:12,56    |           |
| 8     | Sarah Attar               | Saudi-Arabien                | 2:44,95    | NR        |

## Halbfinale
In den drei Halbfinalläufen qualifizierten sich pro Lauf die ersten zwei Athletinnen für das Finale (hellblau unterlegt). Darüber hinaus kamen die zwei Zeitschnellsten, die sogenannten Lucky Loser (hellgrün unterlegt), weiter.

### Lauf 1

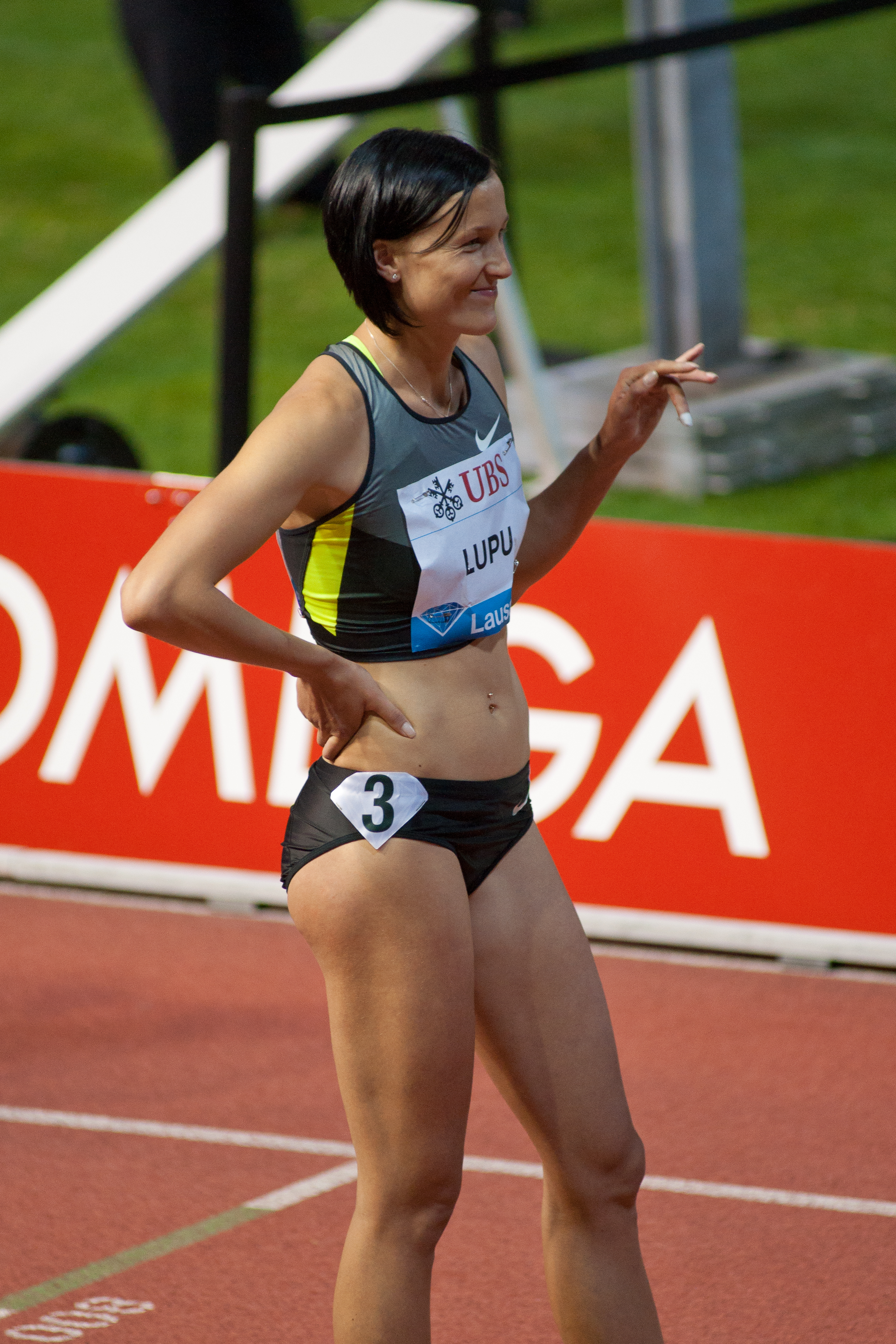
Natalija Lupu – ausgeschieden als Fünfte des ersten Halbfinals
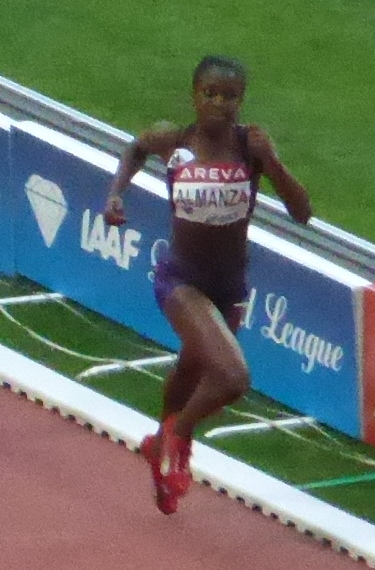
Rose Mary Almanza – ausgeschieden als Sechste des ersten Halbfinals
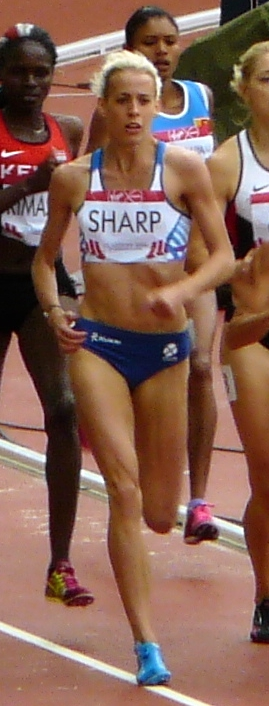
Lynsey Sharp – ausgeschieden als Siebte des ersten Halbfinals

9. August 2012, 19:30 Uhr
| Platz | Name                  | Nation         | Zeit (min) |
| ----- | --------------------- | -------------- | ---------- |
| 1     | Pamela Jelimo         | Kenia          | 1:59,42    |
| 2     | Jekaterina Poistogowa | Russland       | 1:59,45    |
| 3     | Rosibel García        | Kolumbien      | 2:00,16    |
| 4     | Alice Schmidt         | USA            | 2:01,63    |
| 5     | Natalija Lupu         | Ukraine        | 2:01,63    |
| 6     | Rose Mary Almanza     | Kuba           | 2:01,70    |
| 7     | Lynsey Sharp          | Großbritannien | 2:01,78    |
| 8     | Eleni Filandra        | Griechenland   | 2:04,42    |

### Lauf 2
9. August 2012, 19:38 Uhr

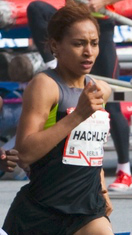
Halima Hachlaf schied als Vierte des zweiten Halbfinals nur aus, weil eine gedopte Athletin eine bessere Zeit lief
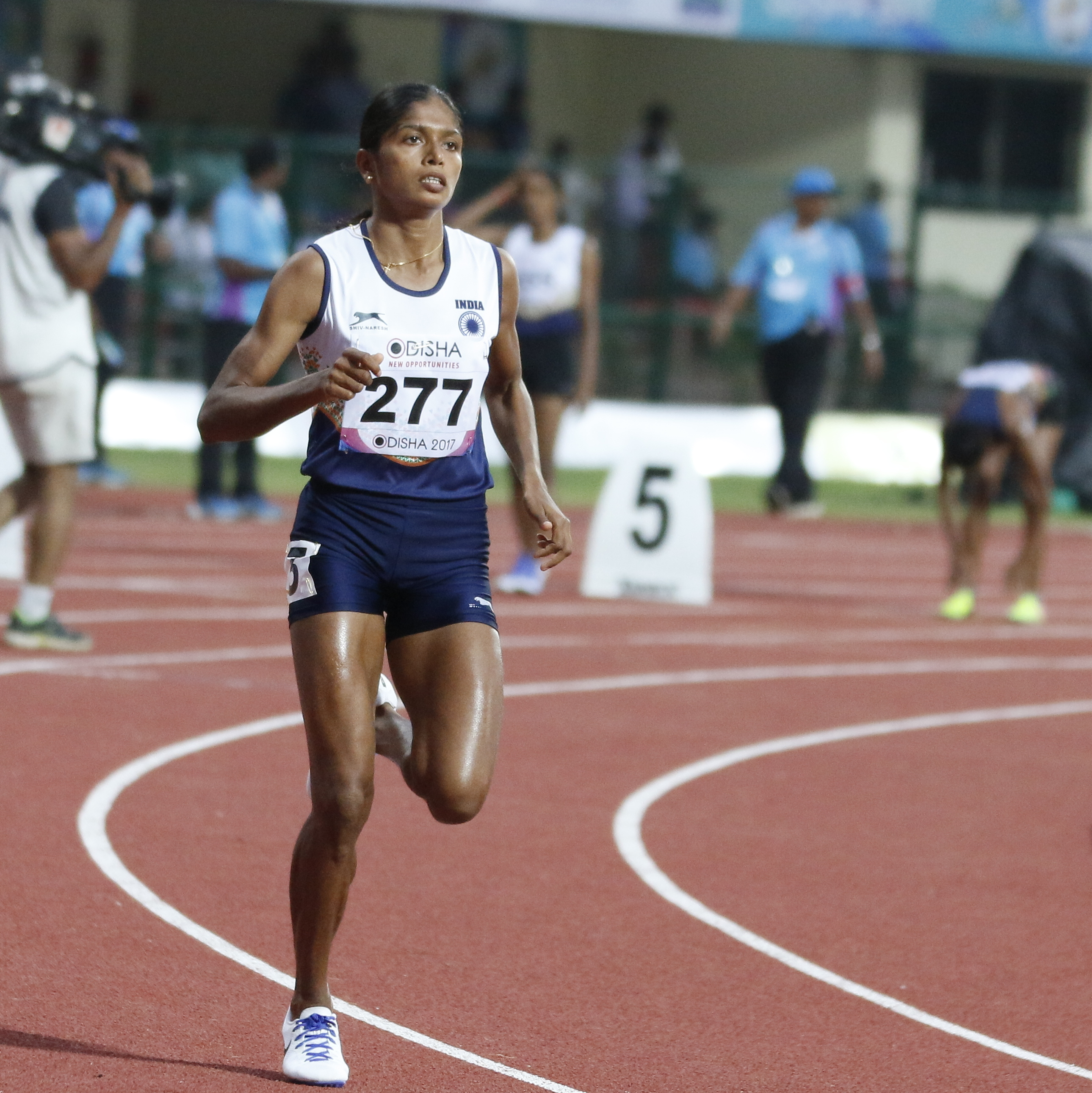
Tintu Lukka – ausgeschieden als Fünfte des zweiten Halbfinals
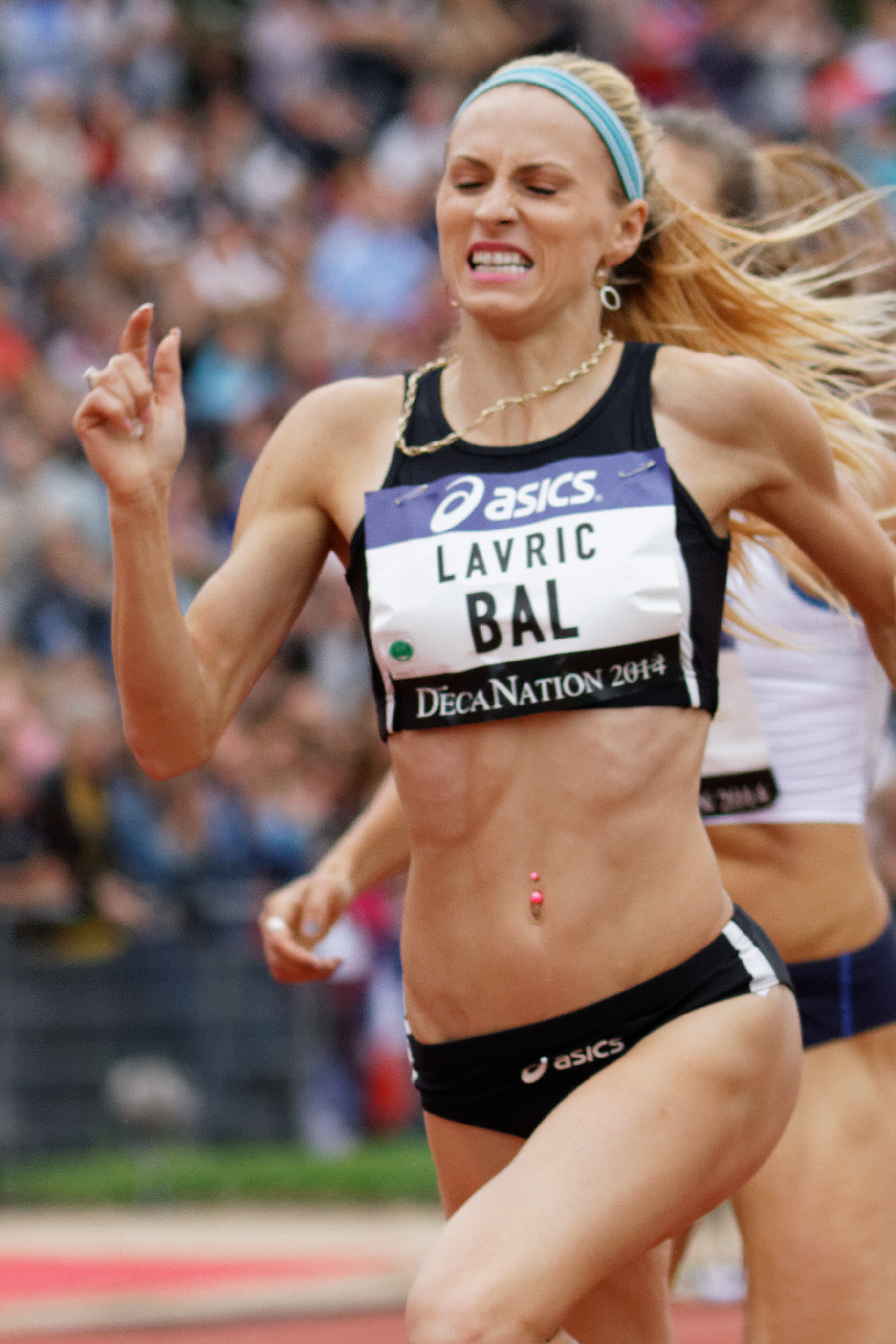
Mirela Lavric – ausgeschieden als Sechste des zweiten Halbfinals

| Platz | Name                      | Nation    | Zeit (min) | Anmerkung                              |
| ----- | ------------------------- | --------- | ---------- | -------------------------------------- |
| 1     | Caster Semenya            | Südafrika | 1:57,67    |                                        |
| 2     | Janeth Jepkosgei Busienei | Kenia     | 1:58,26    |                                        |
| 3     | Alysia Johnson-Montaño    | USA       | 1:58,42    |                                        |
| 4     | Halima Hachlaf            | Marokko   | 1:58,84    | eigentlich für das Finale qualifiziert |
| 5     | Tintu Lukka               | Indien    | 1:59,69    |                                        |
| 6     | Mirela Lavric             | Rumänien  | 2:00,46    |                                        |
| 7     | Neisha Bernard-Thomas     | Grenada   | 2:00,68    |                                        |
| DOP   | Jelena Arschakowa         | Russland  | 1:58,13    | für das Finale zugelassen              |

### Lauf 3

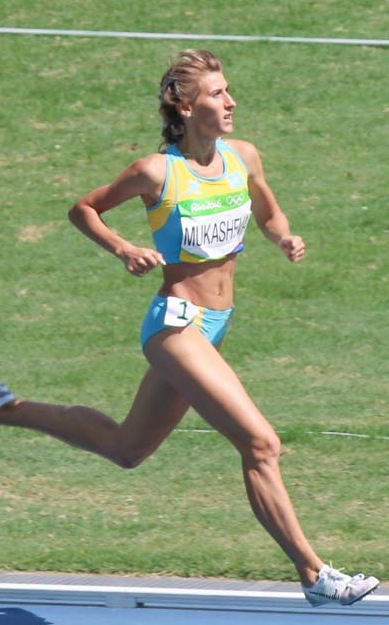
Margarita Mukaschewa schied als Zweite des dritten Halbfinals nur aus, weil eine gedopte Athletin vor ihr lag

9. August 2012, 19:38 Uhr
| Platz | Name                 | Nation     | Zeit (min) | Anmerkung                              |
| ----- | -------------------- | ---------- | ---------- | -------------------------------------- |
| 1     | Francine Niyonsaba   | Burundi    | 1:58,67    | NR                                     |
| 2     | Margarita Mukaschewa | Kasachstan | 1:59,20    | eigentlich für das Finale qualifiziert |
| 3     | Malika Akkaoui       | Marokko    | 2:00,32    |                                        |
| 3     | Cherono Koech        | Kenia      | 2:00,53    |                                        |
| 5     | Genzeb Shumi         | Bahrain    | 2:01,76    |                                        |
| 6     | Jessica Smith        | Kanada     | 2:01,90    |                                        |
| 7     | Geena Gall           | USA        | 2:05,76    |                                        |
| DOP   | Marija Sawinowa      | Russland   | 1:58,57    | für das Finale zugelassen              |

Weitere im dritten Halbfinale ausgeschiedene Läuferinnen:

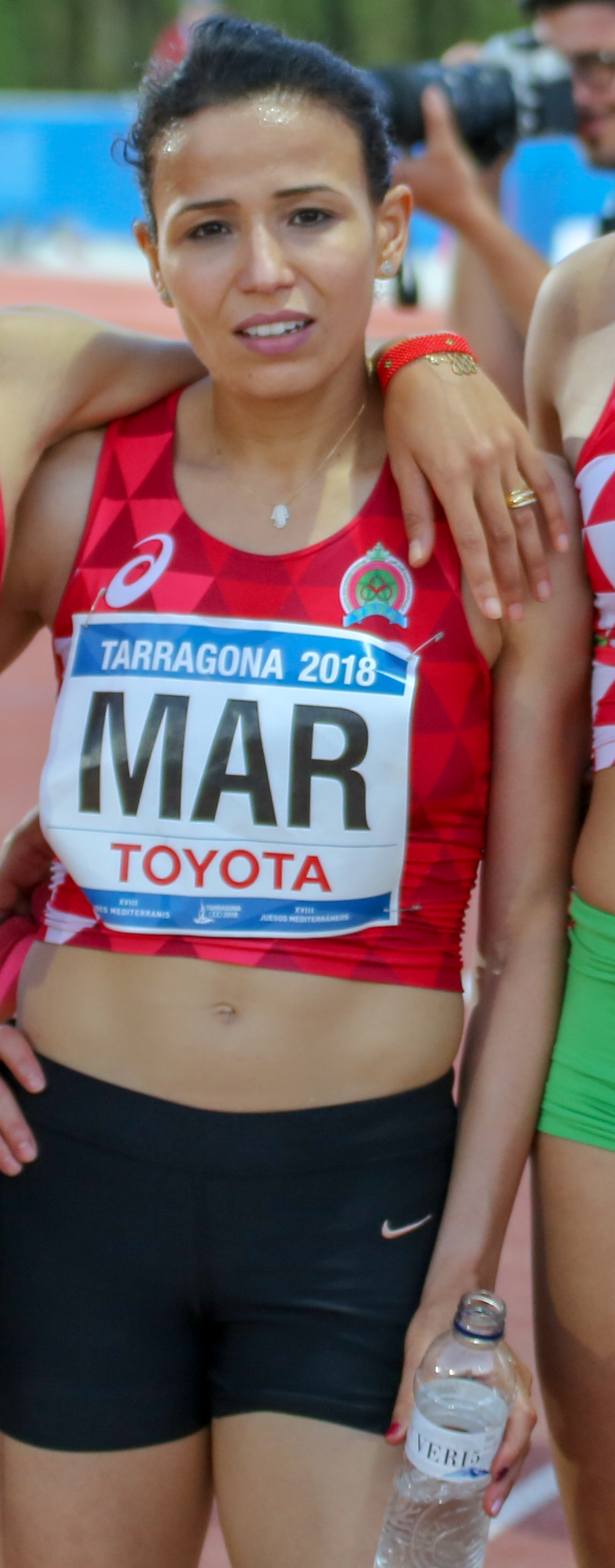
Malika Akkaoui – Rang drei
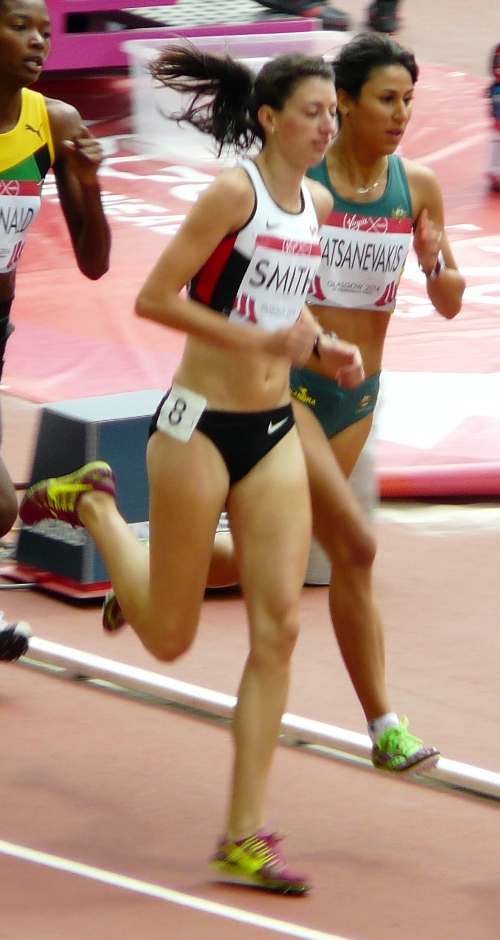
Jessica Smith (links) – Rang sechs
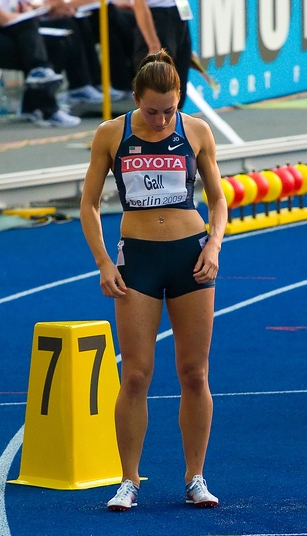
Geena Gall – Rang sieben

## Finale
11. August 2012, 20:00 Uhr
| Platz | Name                      | Nation    | Zeit (min) | Anmerkung |
| ----- | ------------------------- | --------- | ---------- | --------- |
| 1     | Caster Semenya            | Südafrika | 1:57,23    |           |
| 2     | Jekaterina Poistogowa     | Russland  | 1:57,53    |           |
| 3     | Pamela Jelimo             | Kenia     | 1:57,59    |           |
| 4     | Alysia Johnson-Montaño    | USA       | 1:57,93    |           |
| 5     | Francine Niyonsaba        | Burundi   | 1:59,63    |           |
| 6     | Janeth Jepkosgei Busienei | Kenia     | 2:00,19    |           |
| DOP   | Marija Sawinowa           | Russland  | 1:56,19    | [ 8 ]     |
| DOP   | Jelena Arschakowa         | Russland  | 1:59,21    | [ 7 ]     |

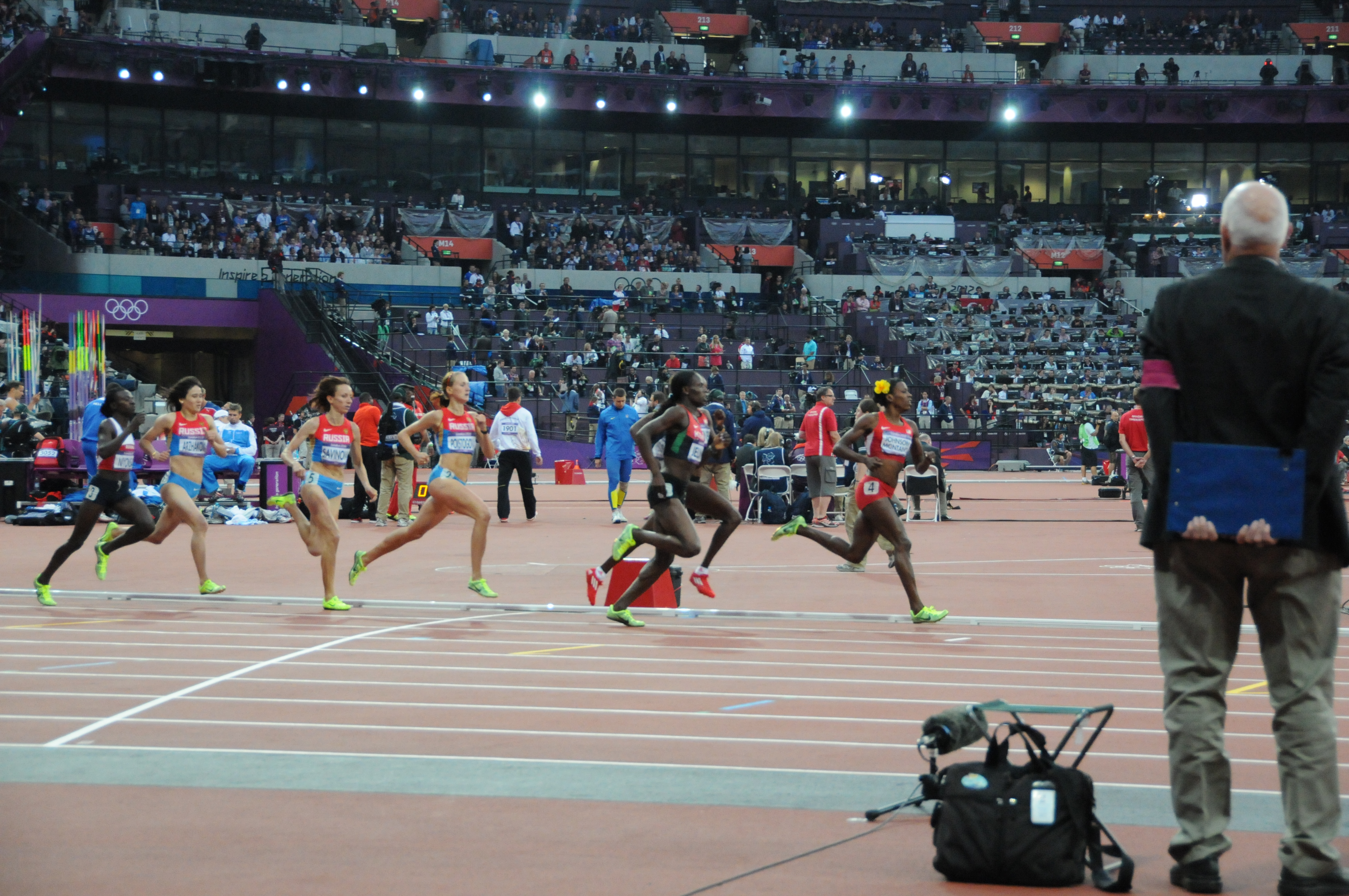
Im Finale (v. r. n. l.):
Alysia Johnson-Montaño, Pamela Jelimo (vorne), Janeth Jepkosgei Busienei, Jekaterina Poistogowa, Marija Sawinowa, Francine Niyonsaba

Als aussichtsreichste Kandidatinnen galten vor allem die kenianische Olympiasiegerin von 2008 Pamela Jelimo und die Südafrikanerin Caster Semenya, Weltmeisterin von 2009. Semenyas Weltmeistertitel 2009 war umstritten, da es Fragen zu ihrem Geschlecht gab – siehe oben Abschnitt "Geschlechtsstatusfrage". 2010 hatte sie deshalb keine Wettkämpfe bestritten, war aber 2011 als Vizeweltmeisterin zurückgekommen. 
Auch die amtierende Weltmeisterin Marija Sawinowa war hier als Topfavoritin anzusehen, doch sie stellte sich wie oben im Abschnitt "Doping" beschrieben später als gedopt heraus und wurde nachträglich disqualifiziert. Mit Sawinowas Landsfrau Jelena Arschakowa hatte eine weitere gedopte Wettbewerberin das Finale erreicht.
Die frühe Führung im Finale übernahm wie in vielen anderen Rennen auch die Amerikanerin Alysia Johnson-Montaño. Mit ihren Durchgangszeiten (200 m: 26,9 s / 400 m: 56,31 s) sorgte sie für ein sehr zügiges Tempo. Auf der letzten Gegengeraden zog Jelimo an ihr vorbei und lag nun mit einem kleinen Abstand vor ihren Konkurrentinnen. Es sah schon fast nach einer Wiederholung ihres Erfolgs von vor vier Jahren aus, aber nun stürmte die gedopte Sawinowa heran. In der Zielkurve überholte sie die nachlassende Jelimo und lag im Ziel mit über einer Sekunde Vorsprung ganz vorn. Jelimo hatte sich zu sehr verausgabt und musste noch zwei weitere Gegnerinnen passieren lassen. Caster Semenya gewann in der Endabrechnung Gold, nachdem Sawinowa disqualifiziert war. Jekaterina Poistogowa war als zunächst drittplatzierte Läuferin im Ziel, womit sie am Ende Silber gewann. Für Pamela Jelimo blieb der zunächst vierte Rang, der aber später mit Bronze belohnt wurde. Die US-Amerikanerin Alysia Johnson-Montaño kam auf den offiziell vierten Platz vor der gedopten Jelena Arschakowa. So belegte Francine Niyonsaba aus Burundi Rang fünf. Offizielle Sechste wurde die Kenianerin Janeth Jepkosgei, Silbermedaillengewinnerin von 2008.

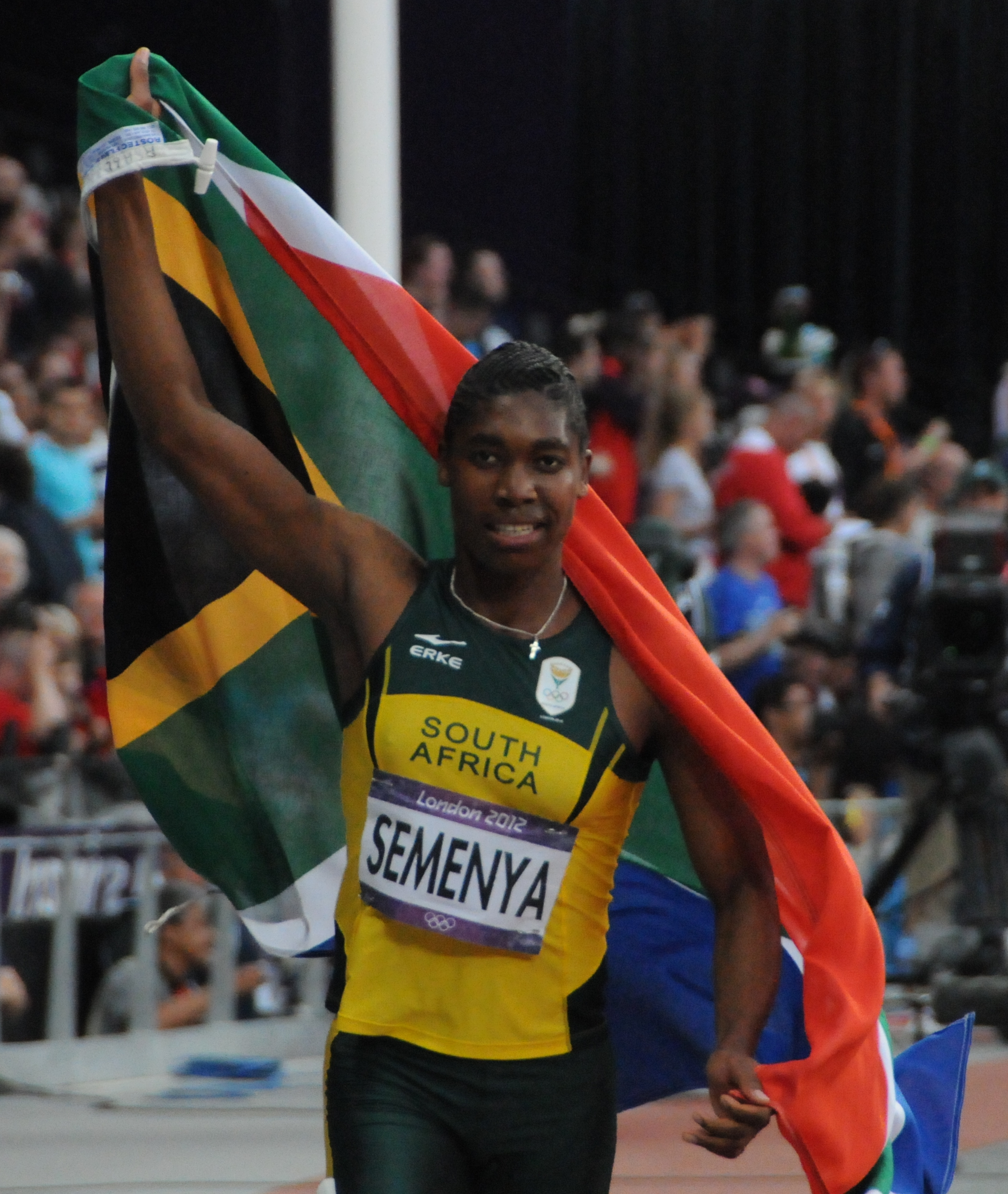
Olympiasiegerin Caster Semenya erhielt ihre Goldmedaille mit einer dreijährigen Verspätung
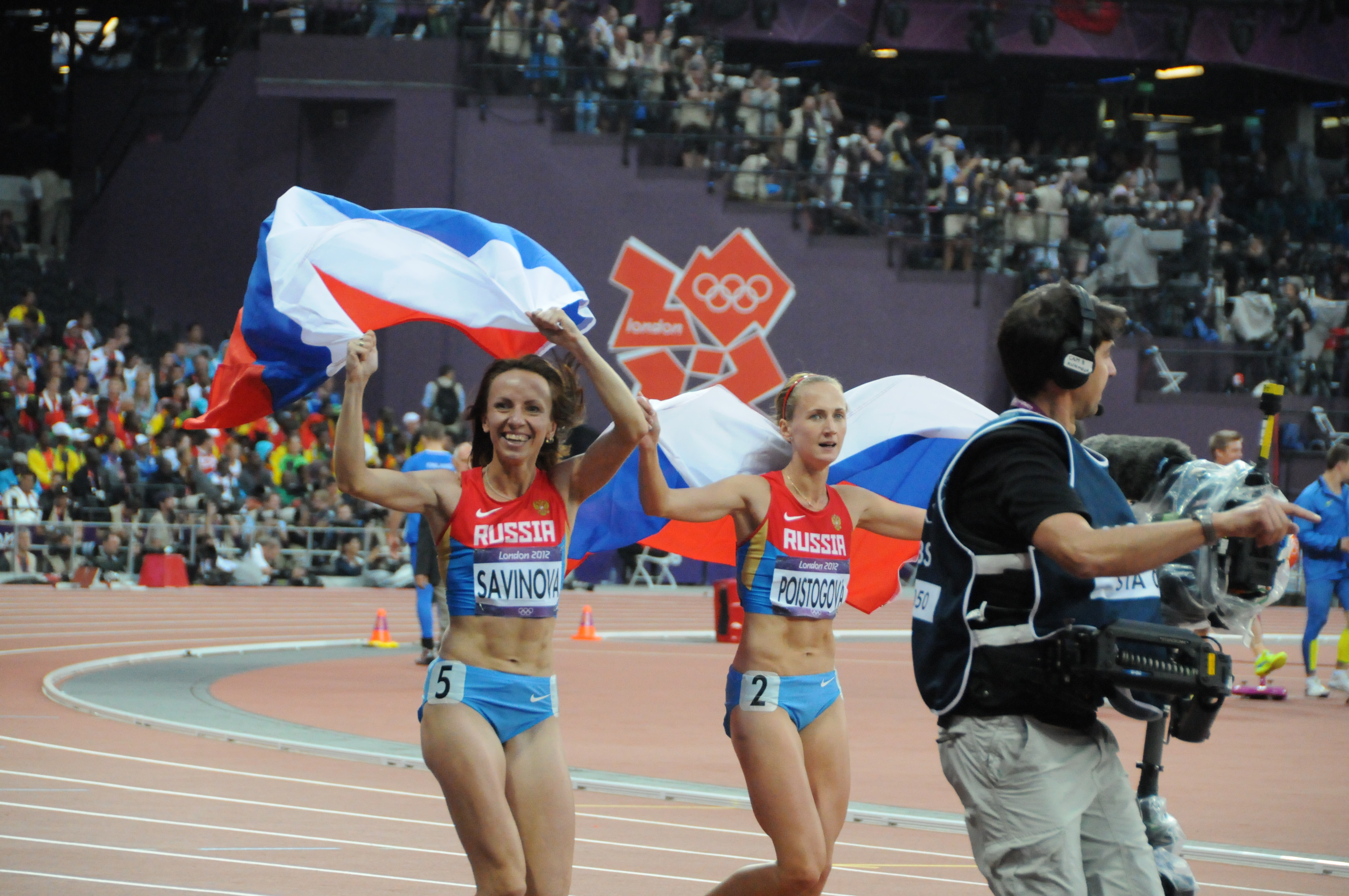
Silbermedaillengewinnerin Jekaterina Poistogowa (rechts) und Marija Sawinowa (als ursprüngliche hier noch feiernde Siegerin später wegen Dopingbetrugs disqualifiziert)
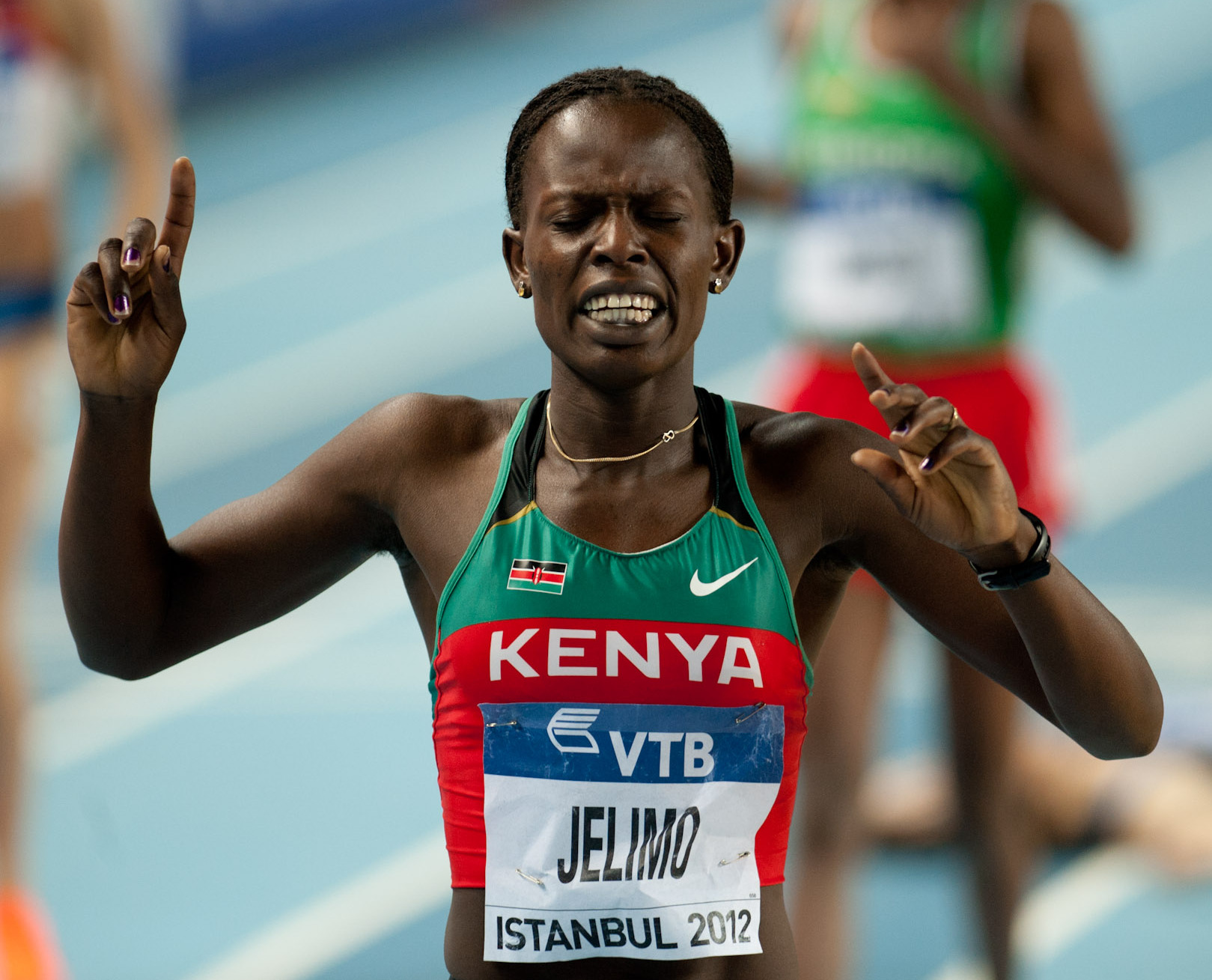
Bronzemedaillengewinnerin Pamela Jelimo

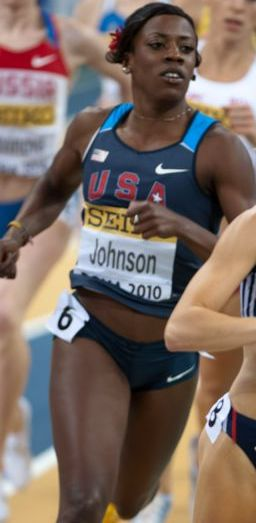
Die Olympiavierte Alysia Johnson-Montaño
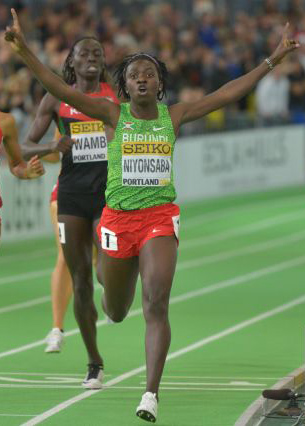
Francine Niyonsaba belegte Rang fünf
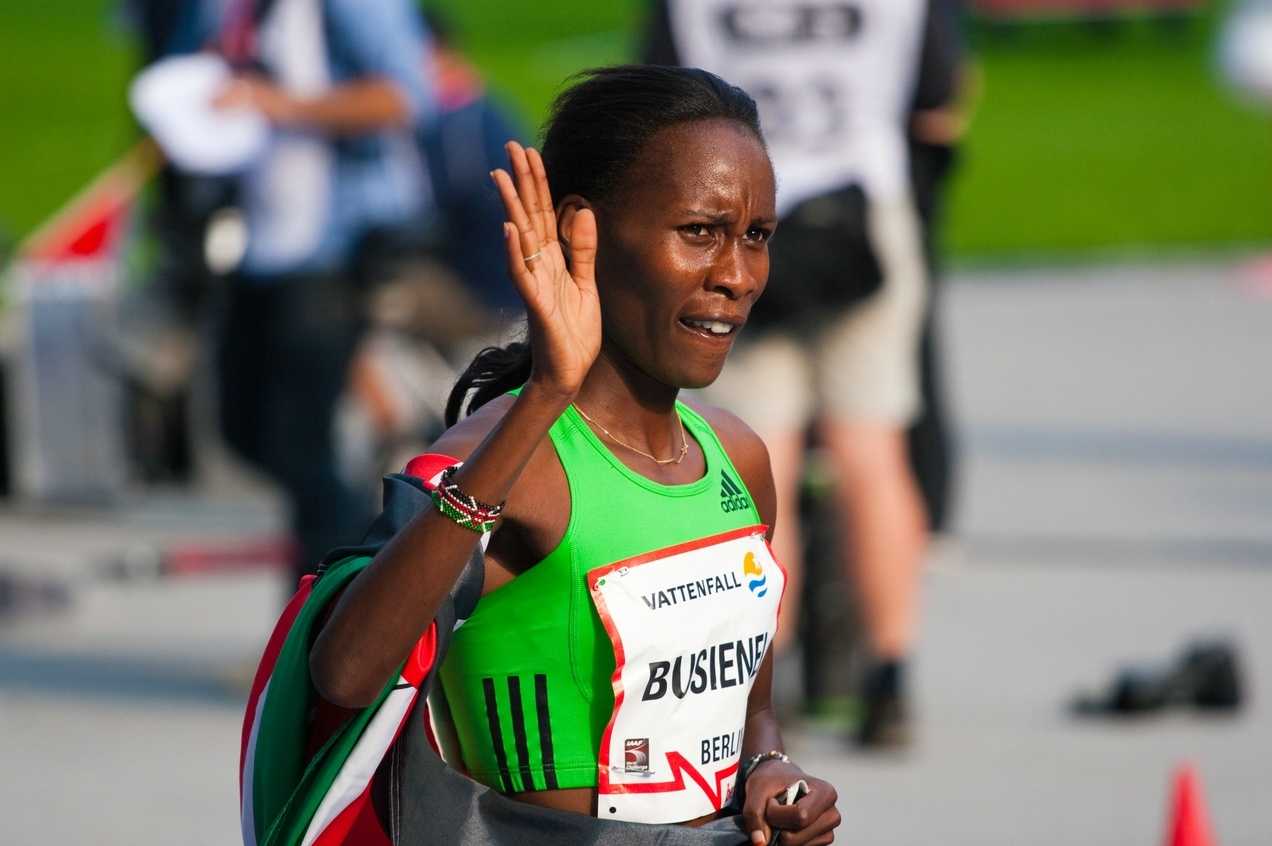
Janeth Jepkosgei Busienei kam auf den sechsten Platz
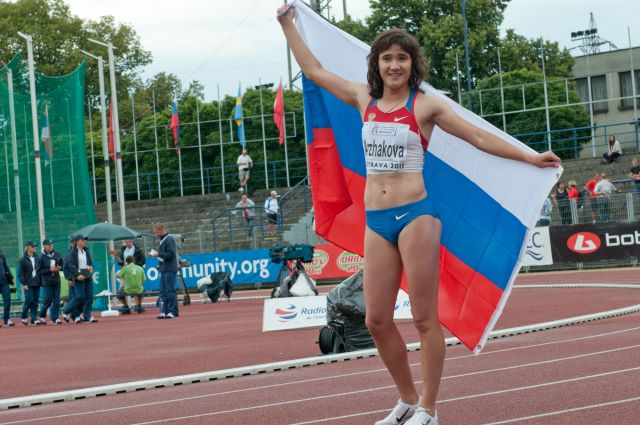
Jelena Arschakowa – gedopt und disqualifiziert

## Videolinks
- Women's 800m heats - Full Replay, London 2012 Olympics, youtube.com, abgerufen am 8. April 2022
- Women's 800m semi-finals - Full Replay, London 2012 Olympics, youtube.com, abgerufen am 8. April 2022
- Women's 800m final - Full Replay | London 2012 Olympics, youtube.com, abgerufen am 8. April 2022